# کارل براون
کارل براون (آلمانی: Carl Braun؛ ۲۲ مارس ۱۸۲۲ – ۲۸ مارس ۱۸۹۱) پزشک متخصص زایمان اهل امپراتوری اتریش-مجارستان بود. او نشانه فون براون-فرن‌والد در بارداری توصیف کرد.